# Arachnomyia arborum
Arachnomyia arborum är en tvåvingeart som beskrevs av White 1916. Arachnomyia arborum ingår i släktet Arachnomyia och familjen styltflugor. Inga underarter finns listade i Catalogue of Life.